# Vodní náhon s akvaduktem v Chřibské
Vodní náhon s akvaduktem je historická technická stavba, která se nachází v místě někdejší osady Na Potocích (německy Bachhäuser) v katastrálním území Dolní Chřibské v okrese Děčín v Ústeckém kraji. Areál tkalcovny je chráněn od 8. listopadu 1991 jako nemovitá památka a na ústředním seznamu kulturních památek České republiky, budova tkalcovny a budova správce však byly následně zbořeny, takže památkově chráněna zůstala jen soustava náhonu.

## Geografická poloha a popis stavby
Z geomorfologického hlediska památkově chráněný vodní náhon s akvaduktem leží při severozápadní hranici geomorfologického celku Lužické hory, avšak již v oblasti Jetřichovických stěn, které jsou součástí západněji položeného geomorfologického celku Děčínská vrchovina. Stavba se nachází v nadmořské výšce zhruba 311–301 metrů, jen několik desítek metrů od hranice Národního parku České Švýcarsko.

### Popis stavby
Náhon, který vede po březích Chřibské Kamenice v prostoru mezi pozůstatky někdejší tkalcovny Floriana Hübela a posledními domy Dolní Chřibské, je dlouhý přibližně 750 metrů. Předpokládá se, že zaniklý odběrný objekt byl na toku Chřibské Kamenice poblíž silničního mostu na konci Dolní Chřibské. Z těchto míst byla voda odváděna zpočátku úzkým korytem podél levého břehu Chřibské Kamenice až k prvnímu skalnímu tunelu. Tento tunel, dlouhý 35 metrů, je vzdálen od odběrného místa zhruba 250 metrů. Odtud dále pokračovala voda zděným, rozšiřujícím se náhonem až k dvouobloukovému akvaduktu, po kterém překračoval umělý vodní tok starou lesní cestu a koryto Chřibské Kamenice. Akvadukt je dlouhý 25 metrů a šíře zděného vodního koryta na mostě je asi 2 metry. Poté náhon pokračoval dále již v určité vzdálenosti od pravého břehu řeky až druhému, delšímu a většímu tunelu. Tento tunel je 140 metrů dlouhá a přibližně 2 metry vysoká klenutá zděná štola, doplněná šachtami, ústícími na povrch. Tunel končí u bývalé továrny, od které pokračoval vodní systém až k opětnému vyústění do Chřibské Kamenice.

## Historie
Náhon s akvaduktem jako součást nové tkalcovny v osadě Na Potocích nechal postavit továrník Florian Hübel v letech 1884–1894. Jako datum dokončení tohoto přivaděče vody se uvádí rok 1888. Provoz tkalcovny byl ukončen v důsledku velké hospodářské krize na přelomu 20. a ve 30. let 20. století. Po druhé světové válce sloužily objekty někdejšího průmyslového provozu jako rekreační středisko a posléze jako depozitář přírodovědeckých sbírek Národního muzea v Praze. Po roce 1980 byly budovy vyklizeny a následně až do 90. let 20. století chátraly. V roce 1996 bývalá tkalcovna vyhořela a po roce 2000 byly její ruiny zbořeny. Následně byla zrušena památková ochrana těchto objektů a jako nemovitá kulturní památka České republiky byl nadále evidován pouze vodní náhon s akvaduktem.
Poblíž vstupního otvoru horního kratšího tunelu je na skalní stěně vytesaný velký kříž. Tento kříž je připomínkou nešťastné události z roku 1841, kdy se zde pádem ze skály zabil jistý dřevorubec.

## Dostupnost
Cesta  podél náhonu a k samotnému akvaduktu není nijak značena, u silnice z Chřibské do Jetřichovic v lokalitě Na Potocích je pouze jedna orientační šipka. Cesta od autobusové zastávky Chřibská, Na Potocích poblíž místního domova pro seniory je přerušena v místech, kde ji přetíná pozemek v soukromém vlastnictví, patřící firmě, provozující domov „Potoky”. Pozemky, na nichž leží pozůstatky továrny, tunely, náhon a akvadukt, jsou však dle katastru nemovitostí ve vlastnictví České republiky a jsou ve správě Národního parku České Švýcarsko. Od zbylých ruin tkalcovny vede nad tunelem lesní cesta až k náhonu a akvaduktu. Od akvaduktu dále lze sledovat náhon až k louce, kterou zabírá další oplocený soukromý pozemek. Zbytek úzkého koryta vodního přivaděče v horním úseku, vedoucímu k okraji Dolní Chřibské, je zarostlý a nepříliš patrný.

## Fotogalerie

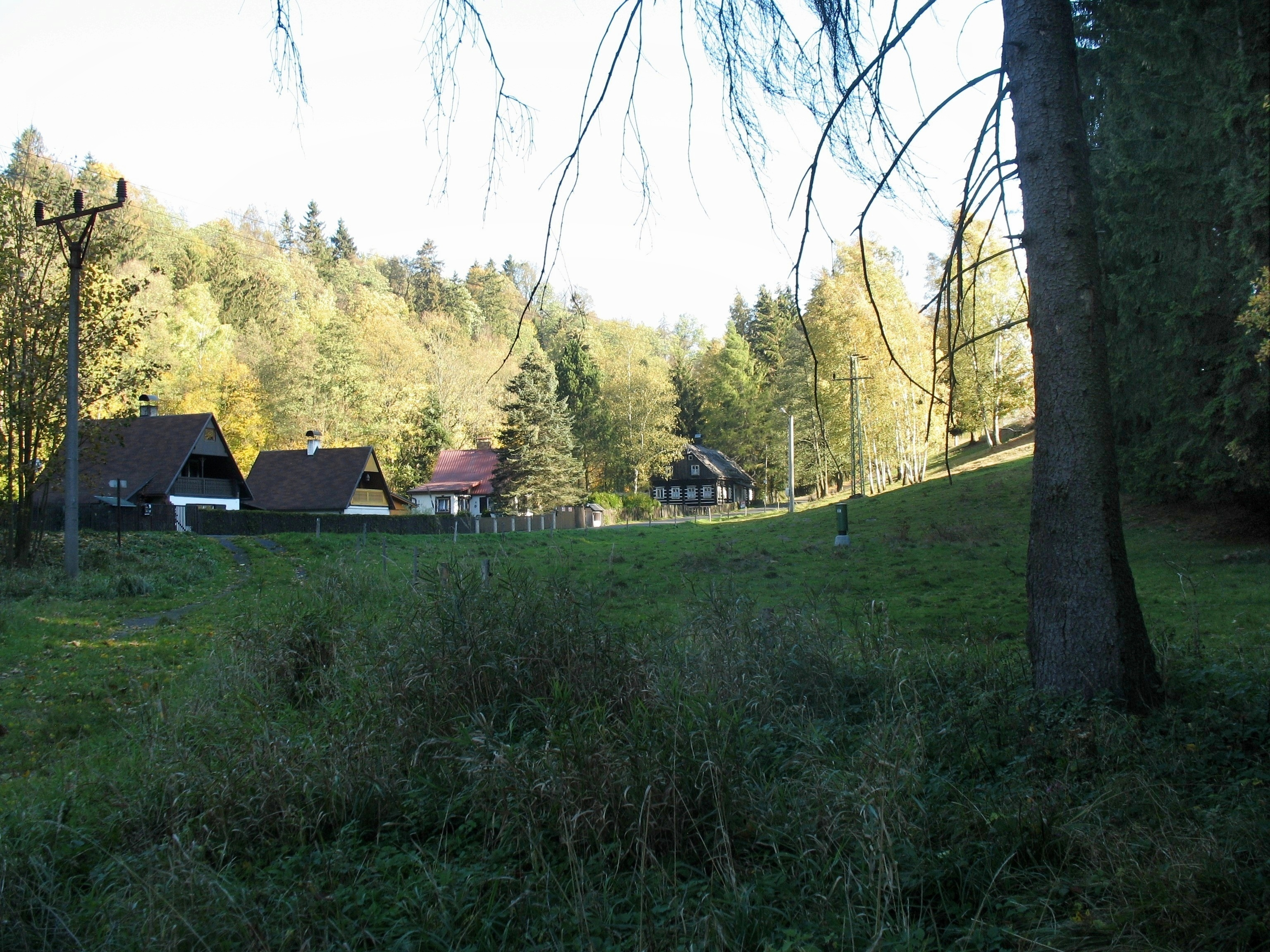
Prostor na konci Dolní Chřibské, kde začínal náhon
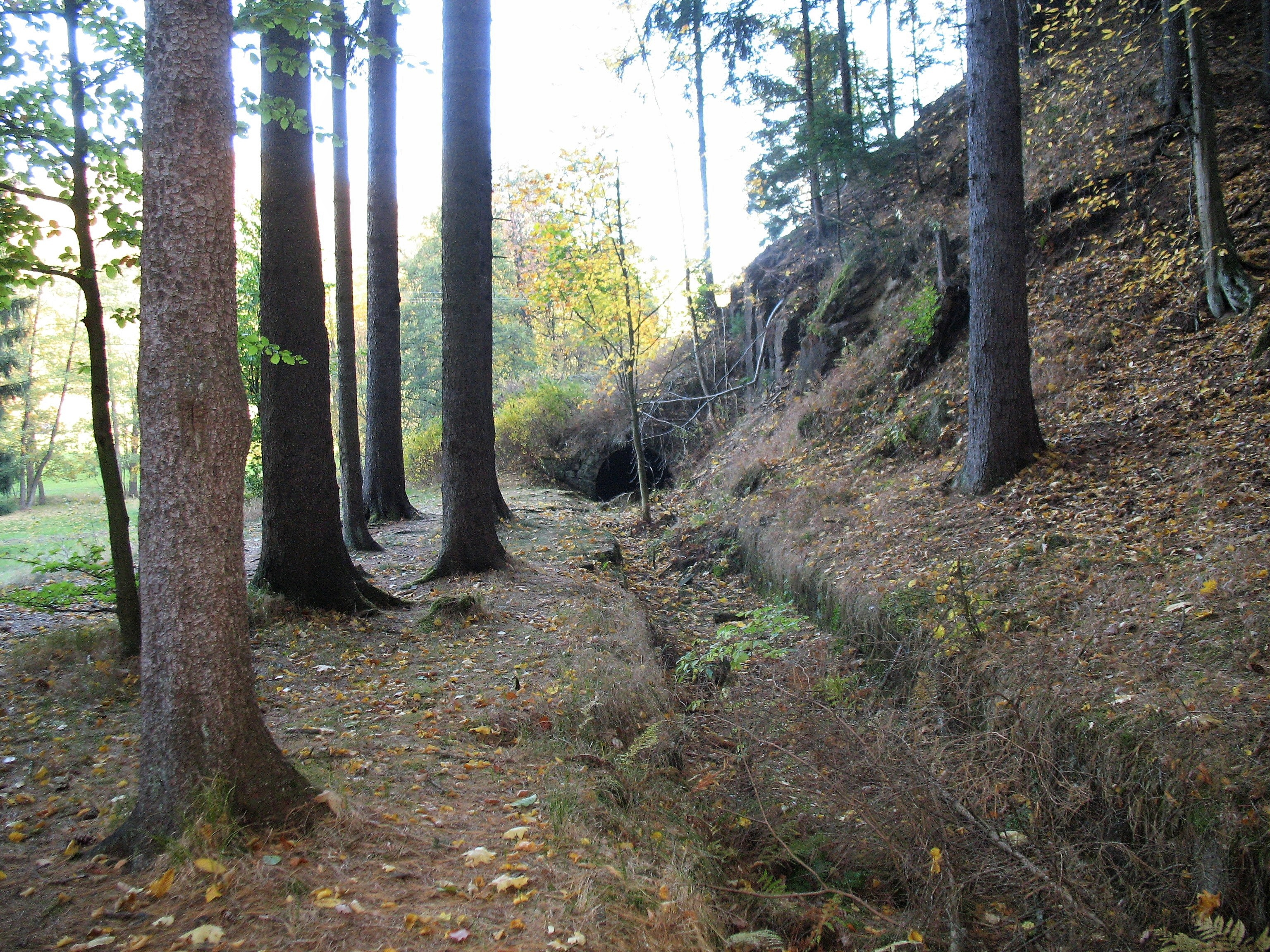
Náhon mezi ústím horního tunelu a akvaduktem
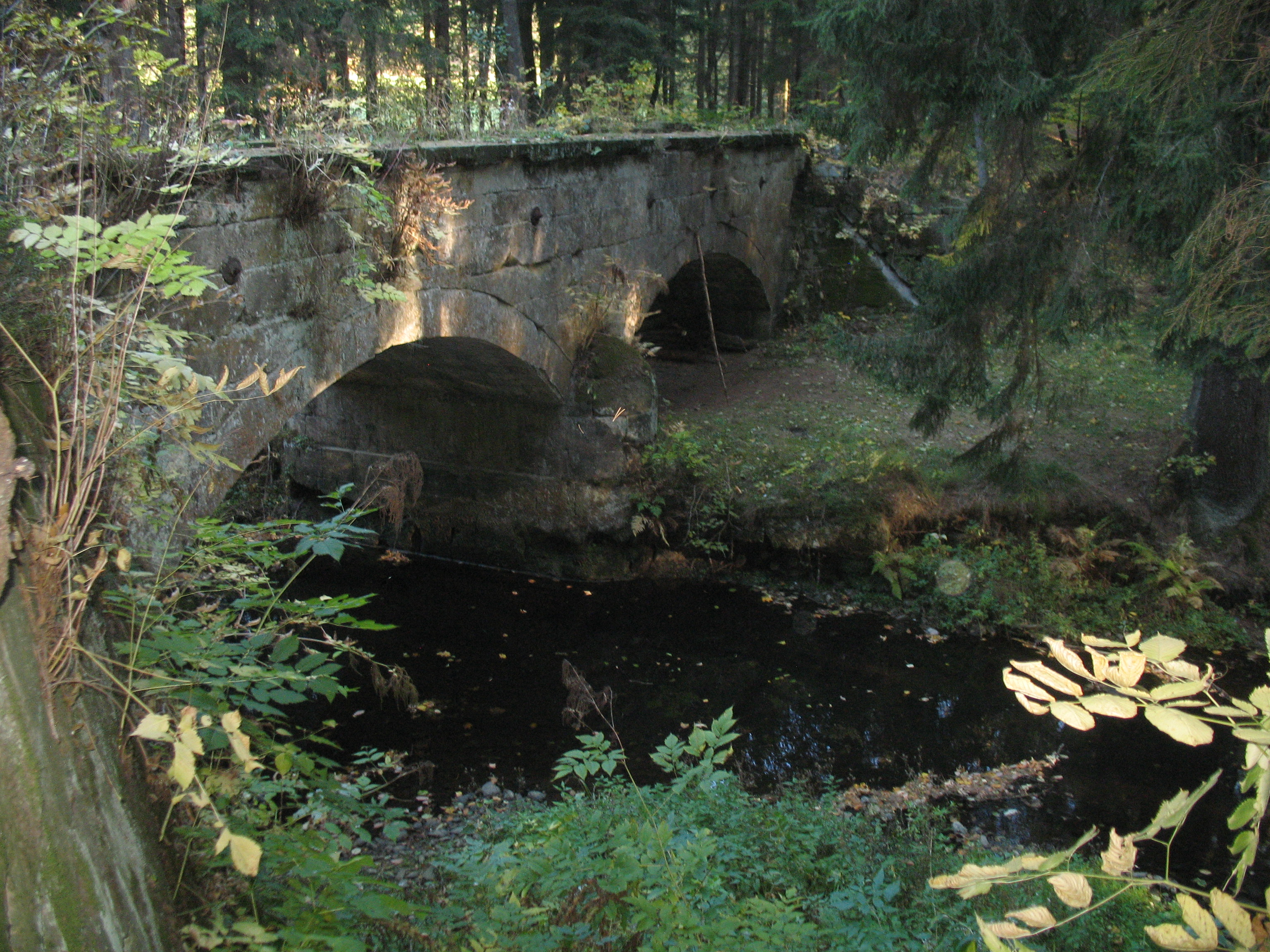
Akvadukt z pravého břehu Chřibské Kamenice
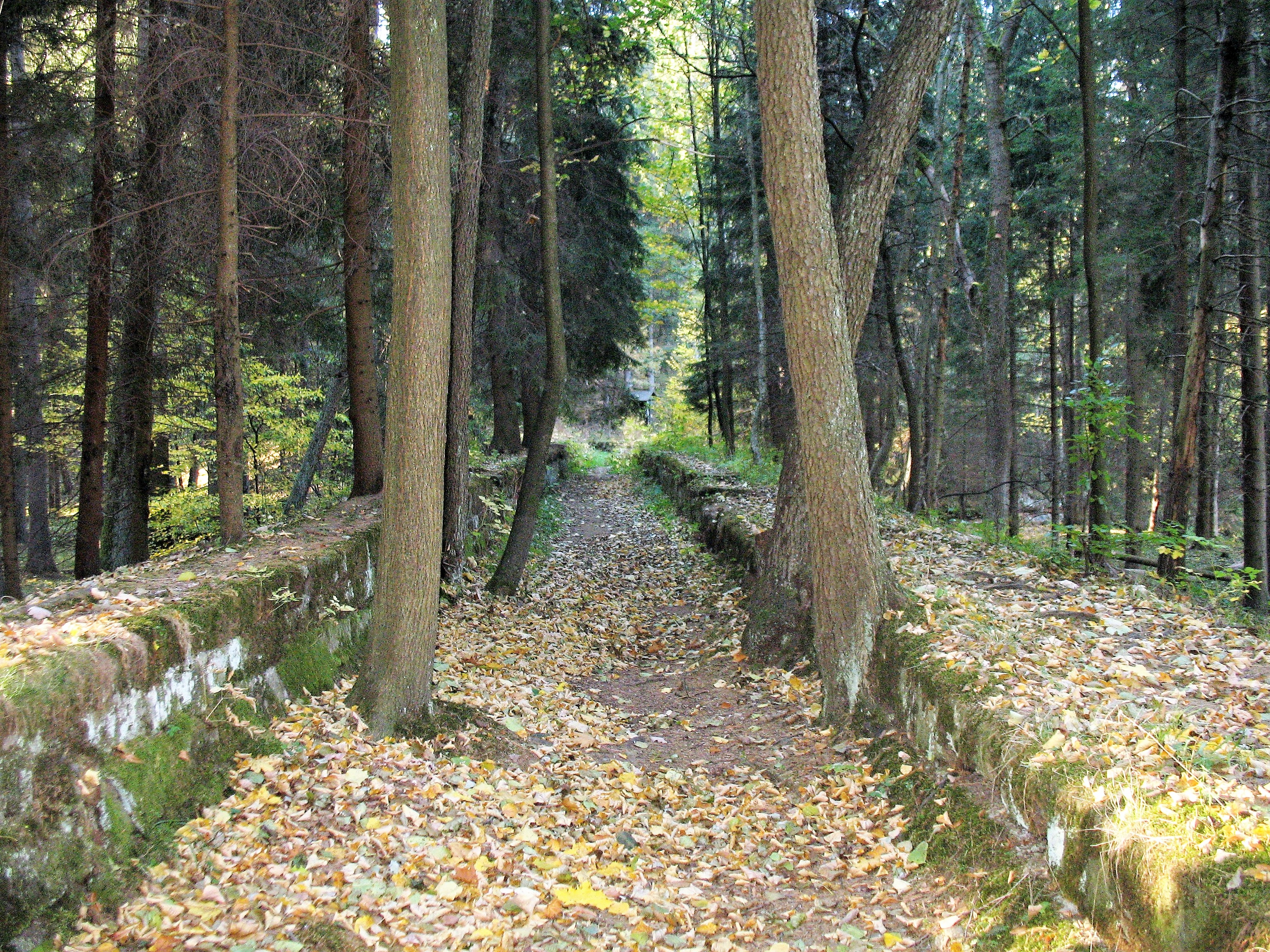
Vodní koryto akvaduktu s vzrostlými stromy
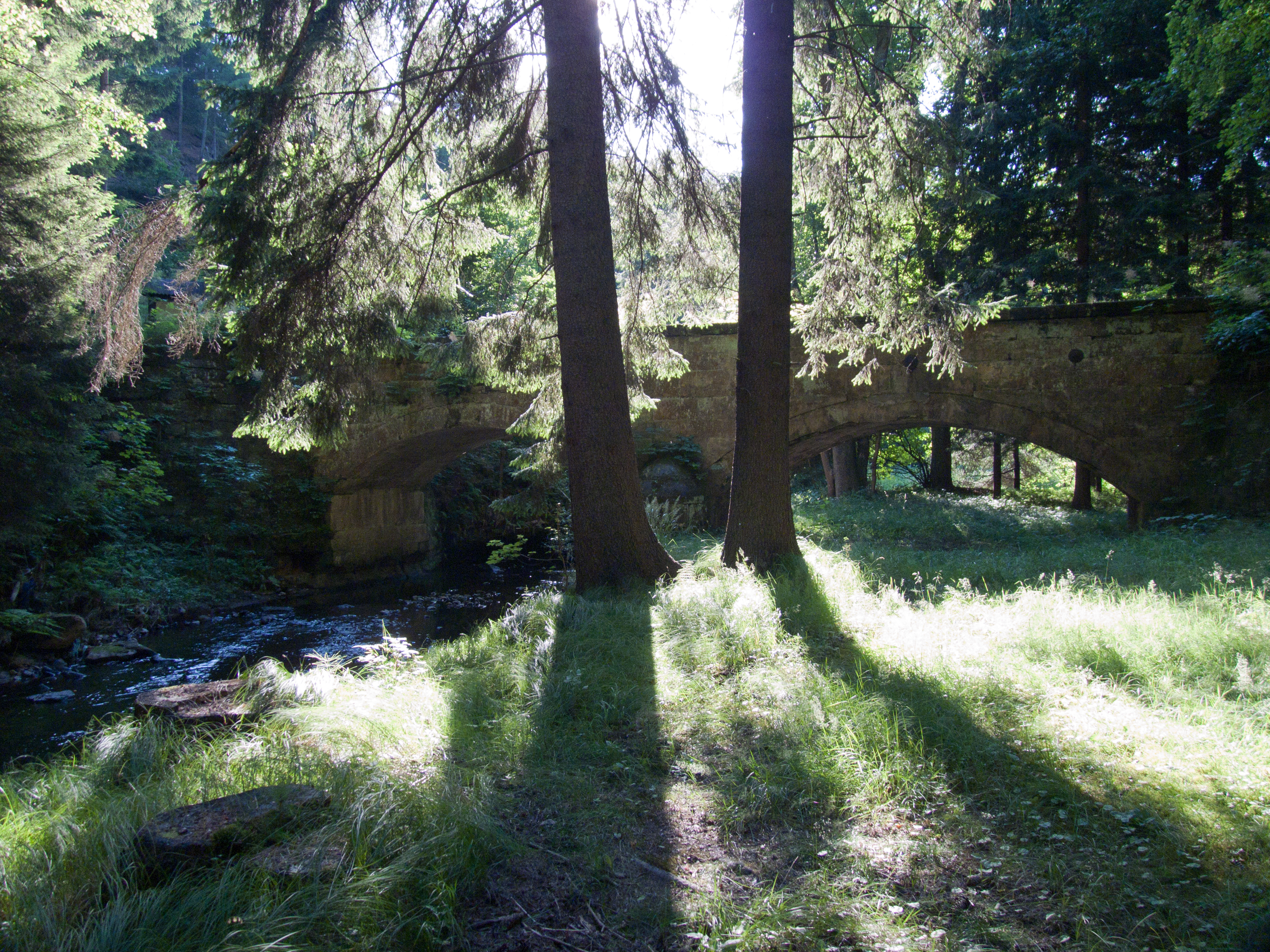
Pohled na akvadukt z levého břehu řeky
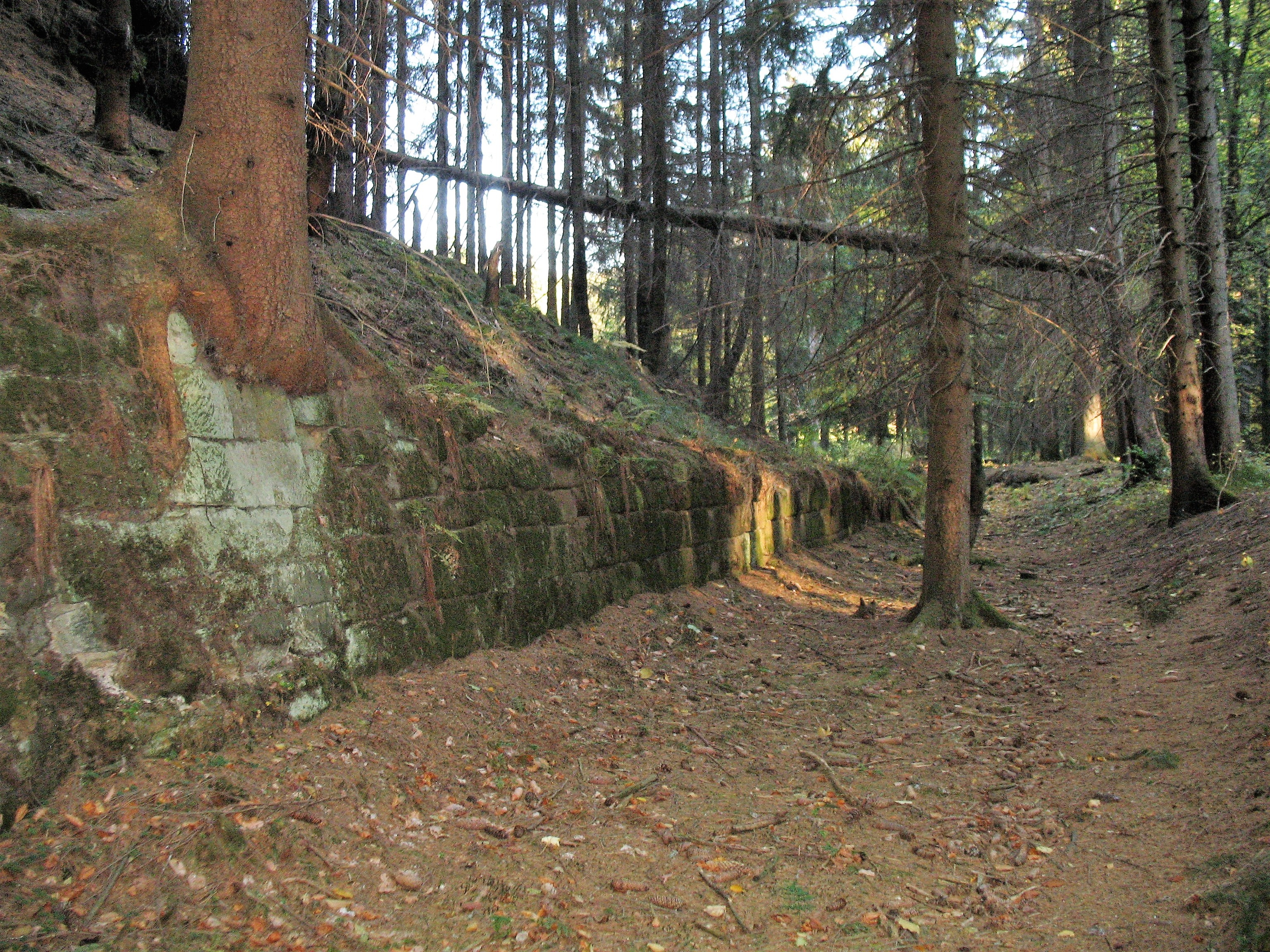
Náhon v úseku před velkým (dolním) tunelem
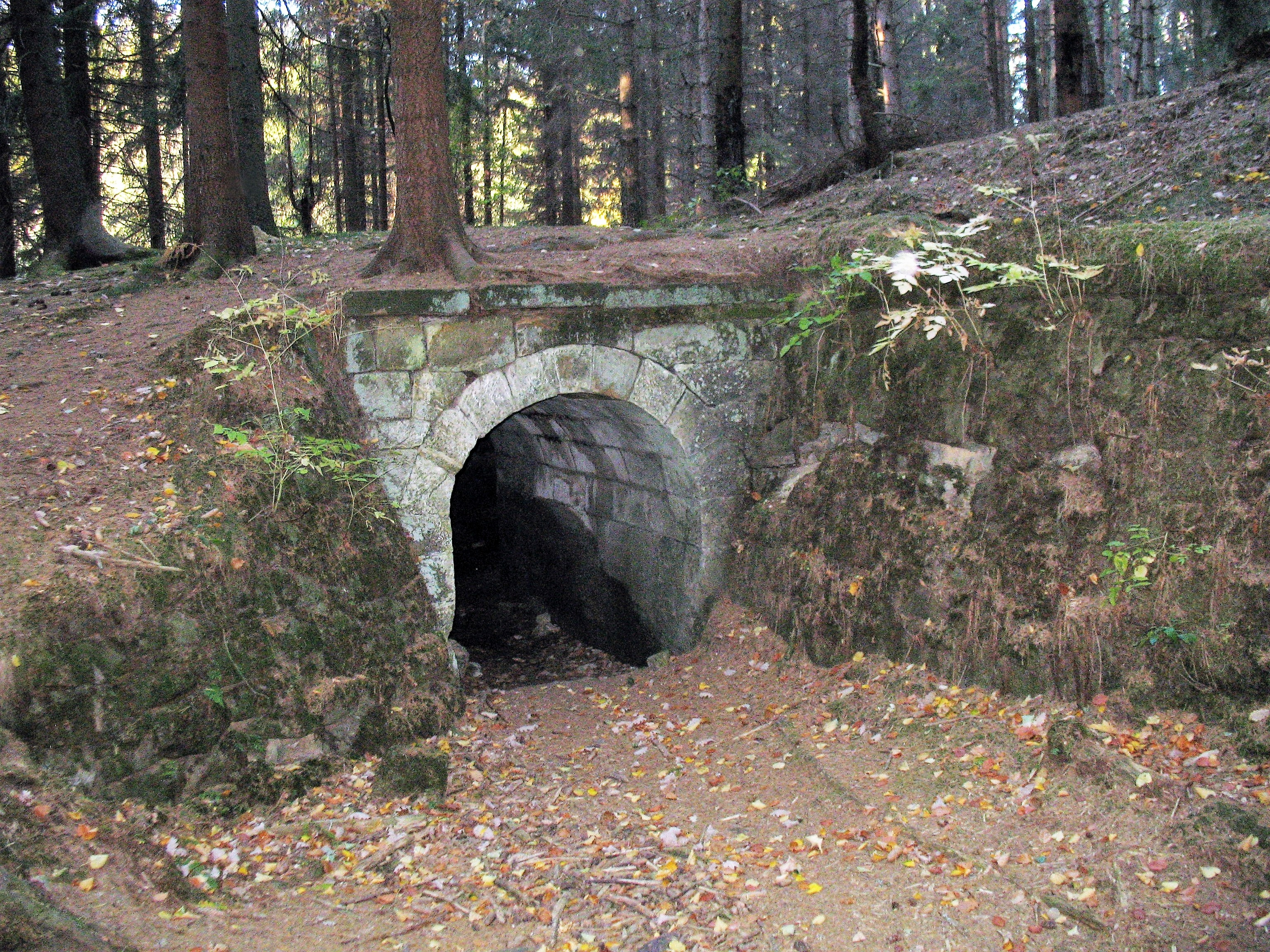
Portál zděné štoly, vedoucí k továrně
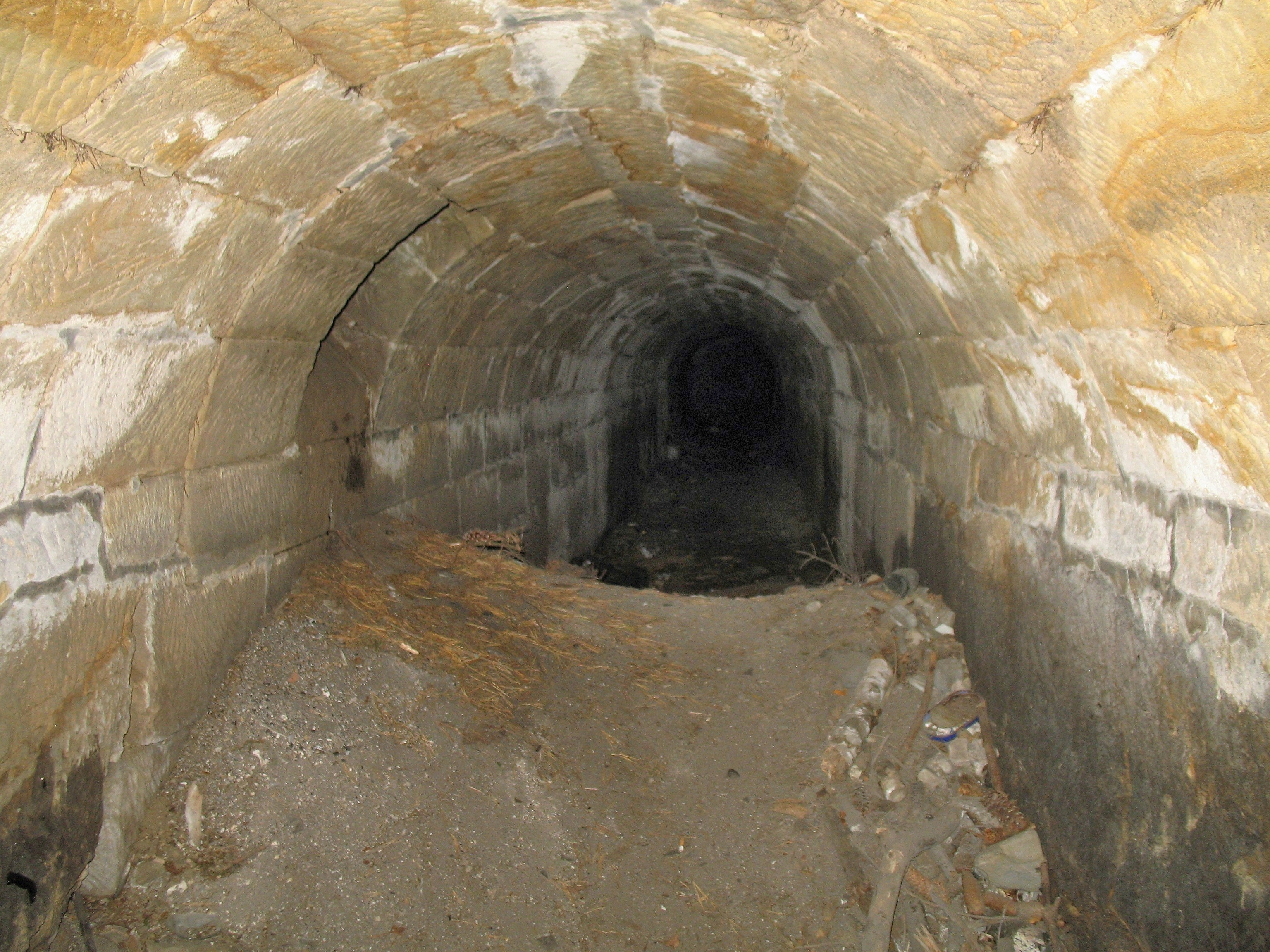
Uprostřed velké štoly poblíž jedné ze šachet
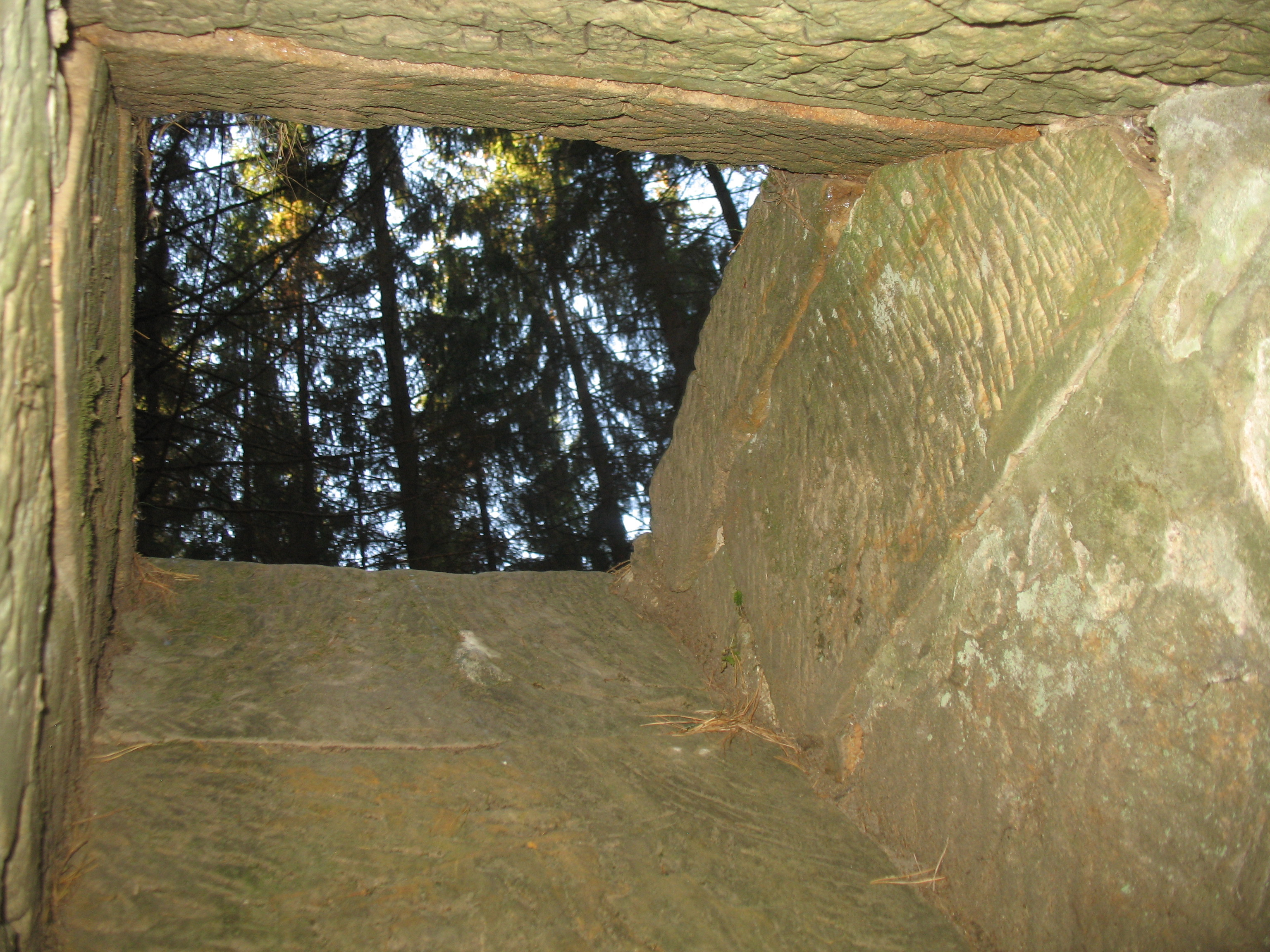
Průhled do lesa zděnou šachtou z velkého vodního tunelu
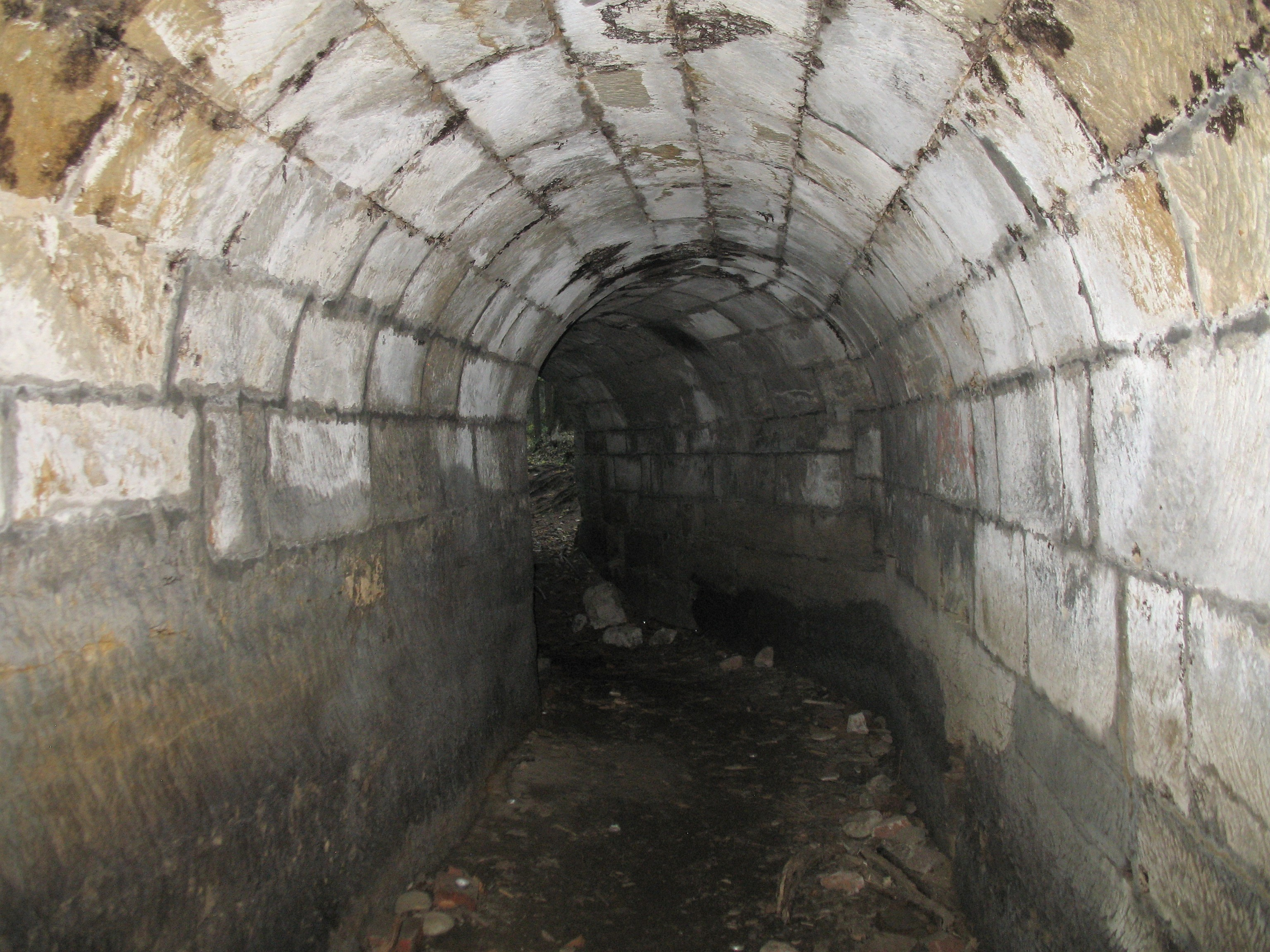
První metry dlouhé zděné štoly
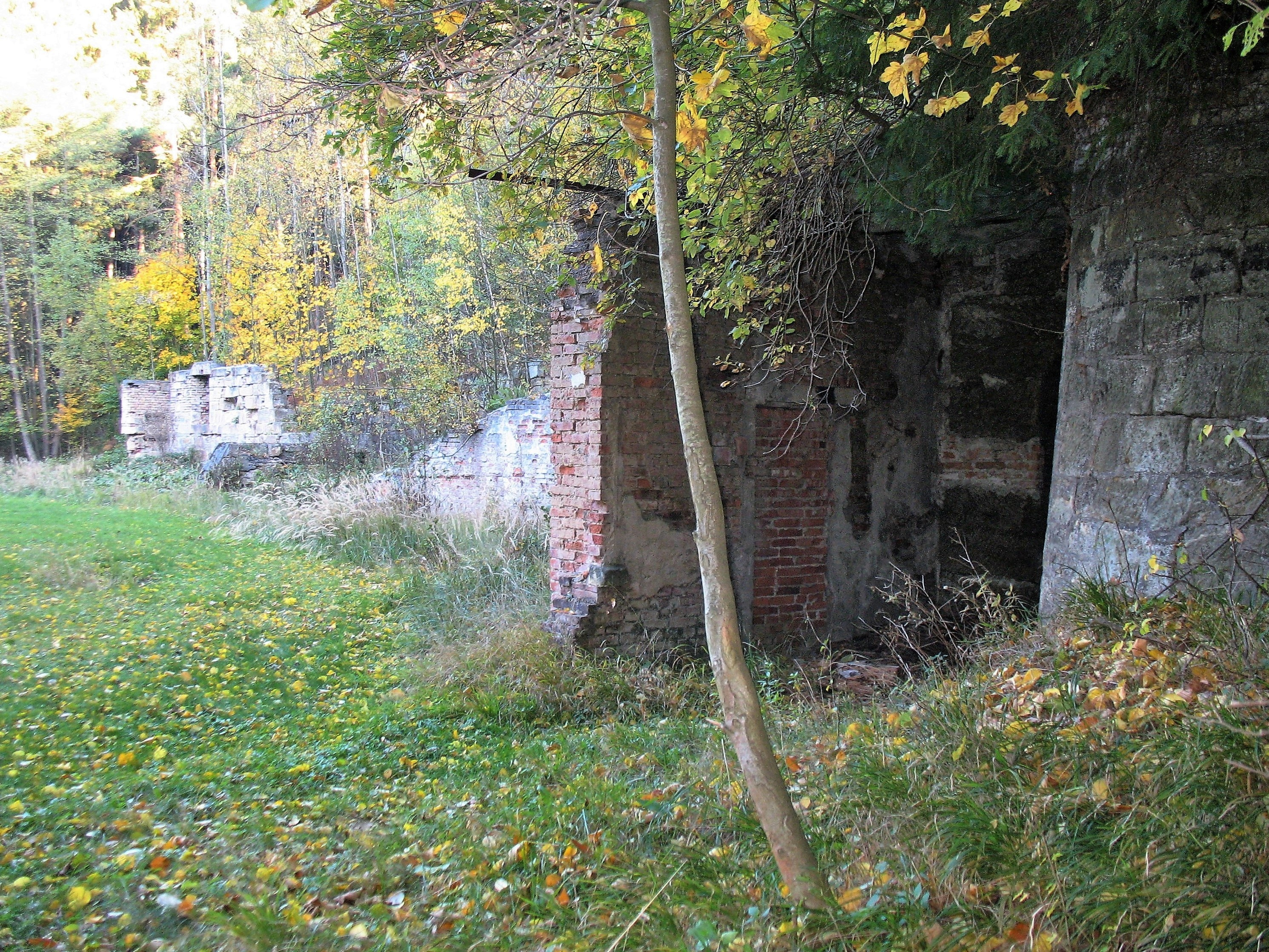
Zbylé ruiny někdejší Hübelovy tkalcovny
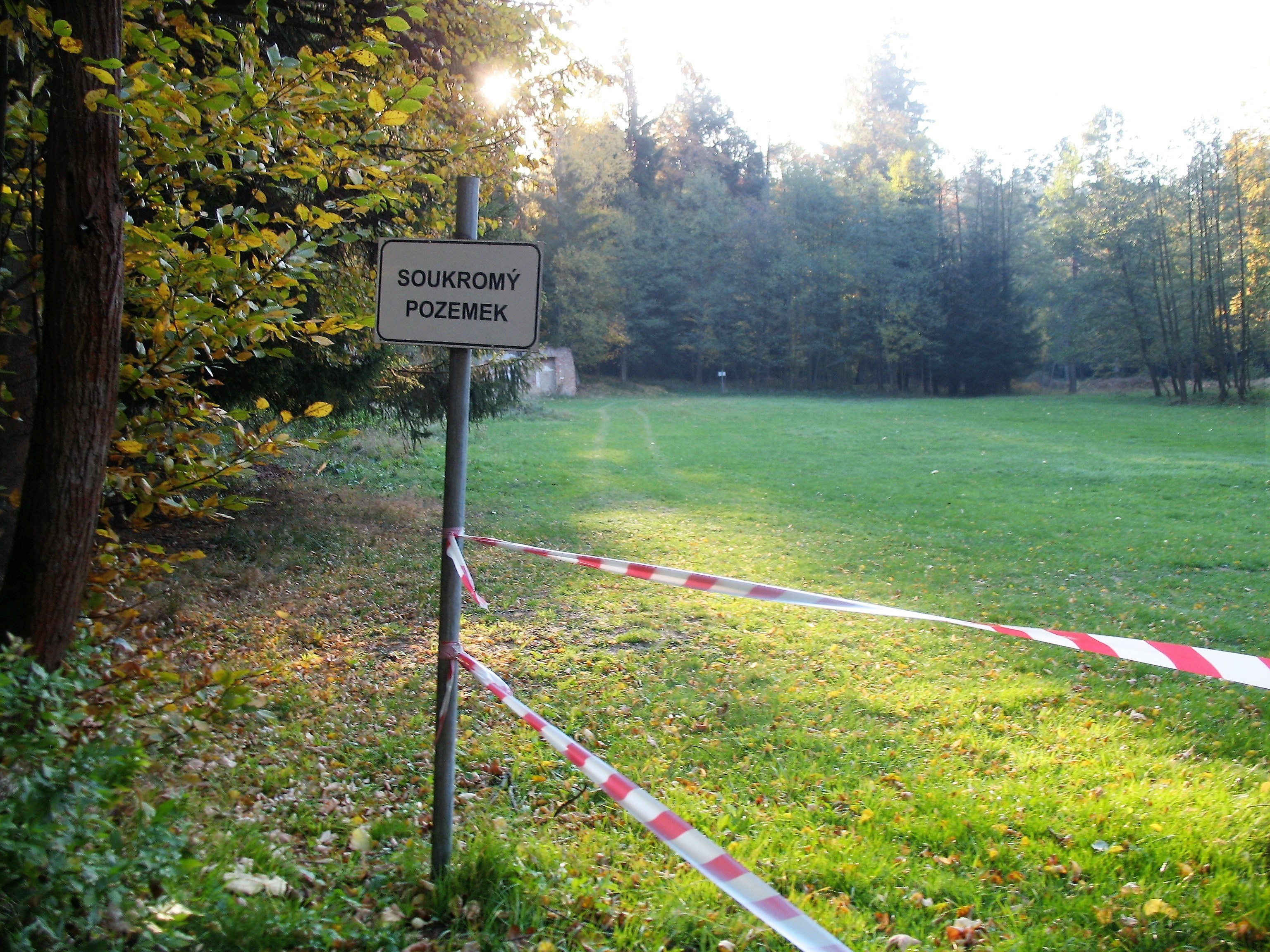
Pohled od cesty k pozůstatkům továrny